# KAT-TUN
KAT-TUN és una banda japonesa formada l'any 2001 dins l'agència de talents masculina Johnny & Associates, que debutà en el mercat discogràfic japonès en 2006 sota el segell discogràfic J Storm.
El seu debut fou marcat pel llançament del seu primer single, àlbum i DVD – Real Face, Best of KAT-TUN i Real Face Film, respectivament, els tres superant rècords de venda. Els seus 10 singles han assolit sempre el primer lloc en la llista Oricon de la indústria de la música japonesa.
Inicialment, KAT-TUN començà amb sis membres. El juliol de 2010 marxà de Jin Akanishi per dedicar-se a la seva carrera musical en solitari, que havia iniciat marxant als Estats Units. A inicis d'octubre de 2013, Johnny & Associates rescindí el contracte de Koki Tanaka per motius de violació de les regles de la companyia, deixant a KAT-TUN com un grup de quatre membres.

## Membres[4]
- Kazuya Kamenashi: nascut a Tòquio el 23 de febrer de 1986.
- Tatsuya Ueda: nascut a Kanagawa el 4 d'octubre de 1983.
- Yuichi Nakamaru: nascut a Tòquio el 4 de setembre de 1983.

### Ex-membres
- Jin Akanishi:[5] nascut a Tòquio el 4 de juliol de 1984.
- Koki Tanaka:[3] nascut a Chiba el 5 de novembre de 1985.
- Junnosuke Taguchi: nascut a Kanagawa el 29 de novembre de 1985.

## Discografia[1]

### Singles
- Real Face (22/03/2006)
- Signal (19/07/2006)
- Bokura no machi de (07/12/2006)
- Yorokobi no uta (06/06/2007)
- Keep the faith (21/11/2007)
- LIPS (06/02/2008)
- DON'T U EVER STOP (14/05/2008)
- White X'mas (03/12/2008)
- ONE DROP (11/02/2009)
- RESCUE (11/03/2009)
- Love yourself ~Kimi ga kirai na kimi ga suki~ (10/02/2010)
- Going! (12/05/2012)
- CHANGE UR WORLD (17/11/2010)
- ULTIMATE WHEELS (02/02/2011)
- WHITE (18/05/2011)
- RUN FOR YOU (03/08/2011)
- BIRTH (30/11/2011)
- TO THE LIMIT (27/06/2012)
- Fumetsu no Scrum (12/09/2012)
- EXPOSE (06/02/2013)
- FACE to Face (15/05/2013)

### Álbums
- Best of KAT-TUN (22/03/2006)
- cartoon KAT-TUN II You (18/04/2007)
- KAT-TUN III - QUEEN OF PIRATES - (04/06/2008)
- Break the Records -by you & for you- (29/04/2009)
- NO MORE PAIN (16/06/2010)
- CHAIN (22/02/2012)

### DVD
- Real Face Film (22/03/2006)
- Live of KAT-TUN "Real Face" (11/04/2007)
- TOUR 2007 cartoon KAT-TUN II You (21/11/2007)
- KAT-TUN LIVE TOUR 2008 QUEEN OF PIRATES (01/01/2009)
- -NO MORE PAIN- WORLD TOUR 2010 (29/12/2010)
- KAT-TUN LIVE TOUR 2012 CHAIN TOKYO DOME (21/11/2012)